# Dulle Griet (canon)
Pour les articles homonymes, voir Dulle Griet.
Le Dulle Griet (« Margot la folle », du nom d'une figure du folklore flamand Dulle Griet) est un super canon médiéval gantois.
Du fait de sa couleur originale rouge, le canon était aussi surnommé groten rooden duyvele soit Grand Diable rouge.

## Historique
La bombarde en fer forgé a été construite dans la première moitié du XVe siècle à partir de 32 barres longitudinales cerclées par 61 anneaux. En 1452, la bombarde fut mise en œuvre pendant la guerre de Cent Ans par la ville de Gand lors du siège d'Audenarde, mais tomba dans les mains des défenseurs lors de la retraite et ne fut récupérée par la ville de Gand qu'en 1578.
Aujourd'hui, la bombarde est placée à proximité de la place du marché du vendredi dans la vieille ville de Gand, en Belgique.

### Canons alsaciens
Parmi les canons alsaciens : l’Autruche (Strüss von Strassburg), la Kättelerli des troupes de la Régence d’Ensisheim, le Roraff, la Meise (Mésange).

### Autres super-canons
Un certain nombre de super-canons européens du XVe siècle sont connus pour avoir été utilisés principalement dans la guerre de siège, dont le Pumhart von Steyr et le Mons Meg en fer forgé ainsi que Faule Mette, Faule Grete et Grose Bochse, tous trois en bronze coulé.